# سوورف ۲۴۸۹
سیارک ۲۴۸۹ (به انگلیسی: 2489 Suvorov، نامگذاری:1975NY) دو هزار و چهارصد و هشتاد و نهمین سیارک کشف شده‌است که در ۱۱ ژوئیه ۱۹۷۵ کشف شد.
قدر مطلق سیارک برابر ۱۲٫۰۰ است.